# Kuniran (Batangan)
Kuniran is een bestuurslaag in het regentschap Pati van de provincie Midden-Java, Indonesië. Kuniran telt 3196 inwoners (volkstelling 2010).